# Gran Erg Occidental
El Gran Erg Occidental (en árabe: العرق الغربي الكبير‎, al-ʿIrq al-Gharbī al-Kabīr), y también mar de Arena Occidental, en el Sahara argelino, es un inmenso macizo de dunas de 80.000 km² (de dunas de media luna, llegando a casi 300 metros de altura). Es el segundo erg más grande en el norte de Argelia, detrás del Gran Erg Oriental. Esta región de verdadero desierto recibe menos de 250 mm de lluvia al año. No tiene poblados humanos y no hay caminos a través de ella.

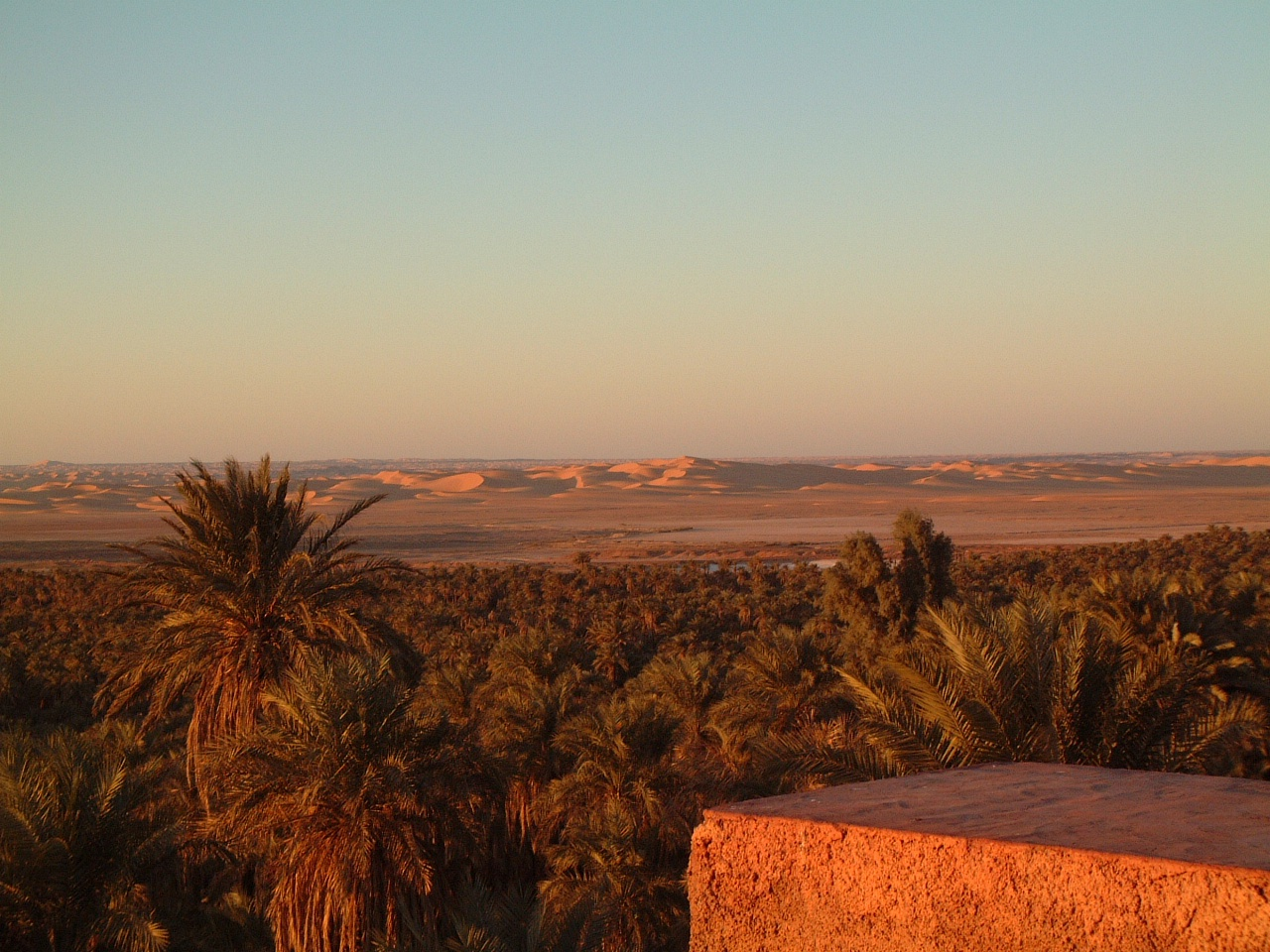
Vista del oasis de Timimoun

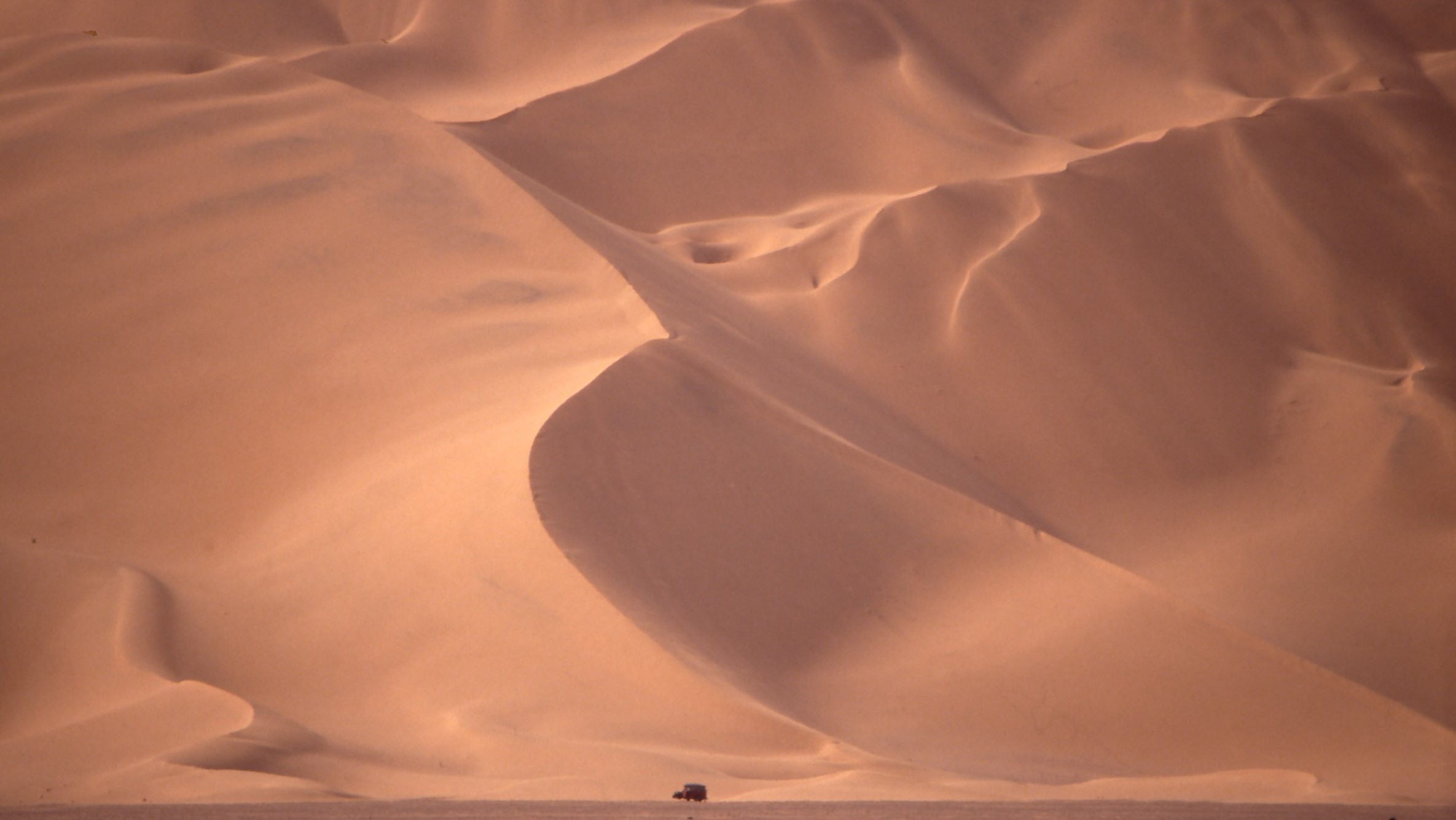
Vehículo en frente de una duna en el Gran Erg Occidental

Limita, al sur y al sureste, por la vasta meseta del Tademaït; en el oeste, por el oued Saura y el Erg Er Raoui; y, al noroeste, por las imponentes montañas del Atlas sahariano. Al norte de esta enorme zona de dunas se encuentran los magníficos oasis de Igli, de Taghit y de Brézina.  En el Gran Erg están también Beni Abbès, Guirzim, Kerzaz, Timoudi, los oasis de Gourara y cerca de las ciudades de Laghouat, Ghardaïa y Béchar.
Esta barrera aparentemente insuperable ha sido siempre atravesada por las caravanas que enlazaban entre los oasis diseminados en las olas de arena.  Las principales ciudades —bordeando el Gran Erg Occidental— son El Meniaa  (también conocido como  El Goléa), Timimoun (Gourara) y Adrar (Touat).
En el año 2002, el gobierno de Argelia propuso como lugar para ser declarado como Patrimonio de la Humanidad por la UNESCO, «Los oasis de foggaras y los ksour del  Gran Erg Occidental».